# Menhire von Ardristan
Die Menhire von Ardristan im gleichnamigen Townland (irisch Ard Breistin) stehen etwa 120 Meter voneinander entfernt beiderseits der Straße N81 von Tullow nach Bunclody im County Carlow in Irland.
Der größere Menhir (englisch Standing Stone) dieser Granitsteine (Lage) ist etwa 2,8 Meter hoch und hat etwa 0,5 m Durchmesser. Mit seinen 6 strahlenartig von oben nach unten verlaufenden Nuten erinnert er an die Devil’s Arrows in Yorkshire. Es gibt in den Countys Carlow und Wicklow mehrere Steine mit ähnlichen Nuten (z. B. in Ballyellin, Glenoge und Willtamstown), von denen angenommen wird, dass sie zumindest teilweise künstlich sind. Es finden sich auch Nuten auf einigen Decksteinen von Portal Tombs in der Nähe.
Der kleinere Stein (Lage) weist keinerlei Besonderheiten auf. Etwa 2 km südöstlich, in Aghade, liegt der Lochstein Cloch a’ Phoill.